# Tiberius Claudius Paullinus (Konsul 162)
Tiberius Claudius Paullinus war ein im 2. Jahrhundert n. Chr. lebender römischer Politiker.
Durch Militärdiplome, die auf den 23. August 162 datiert sind, ist belegt, dass Paullinus 162 zusammen mit Tiberius Claudius Pompeianus Suffektkonsul war.
Aus einer Inschrift, die auf 183/184 datiert wird, geht hervor, dass er mit Claudia Marciolla verheiratet war und einen Sohn namens Tiberius Claudius Flavianus hatte. Ein namensgleicher Tiberius Claudius Paullinus, der 220 als Statthalter der Provinz Britannia inferior belegt ist, war möglicherweise sein Enkel.